# Monopharsus
Monopharsus is een geslacht van wantsen uit de familie van de Miridae (Blindwantsen). Het geslacht werd voor het eerst wetenschappelijk beschreven door Eyles & Carvalho in 1995.

## Soorten
Het genus is monotypisch en bevat alleen de volgende soort:

- Monopharsus annulatus Eyles & Carvalho, 1995